# Lagothrix lagothricha lugens
Macaco-barrigudo-colombiano (Lagothrix lagothricha lugens) é uma subespécie de macaco-barrigudo, um Macaco do Novo Mundo, endêmico da Colômbia.